# G弦上的咏叹调
《G弦上的咏叹调》（德語：Air auf der G-Saite），又稱《G弦之歌》，出自德国作曲家约翰·塞巴斯蒂安·巴赫的D大调第3号管弦组曲（作品号BWV 1068）中的第二乐章Air，由德国小提琴家奧古斯特·威廉密改编而成。

## 历史
原管弦乐组曲是由巴赫为安哈尔特亲王利奥波德一世（Leopold I. von Anhalt-Dessau）在1717-1723年间写成。德国小提琴家奧古斯特·威廉密于19世纪晚期将此曲改编为小提琴和钢琴的作品，他把原曲的D大调变调到C大调并将旋律降低一个八度，可以只用小提琴的G弦演奏这段音乐。
后有谬论称这段旋律本来就是只用G弦演奏的。